# John the Revelator/Lilian
John the Revelator/Lilian è un singolo del gruppo musicale britannico Depeche Mode, pubblicato il 4 giugno 2006 come quinto estratto dall'undicesimo album in studio Playing the Angel.
Il singolo è l'unico tra quelli estratti da Playing the Angel a non avere una nuova b-side, sebbene nell'edizione in DVD è presente un'esecuzione di Nothing's Impossible, ottava traccia di Playing the Angel.

## Descrizione

### John the Revelator
Il brano prende ispirazione dall'omonimo spiritual (la cui prima registrazione eseguita da Blind Willie Johnson risale al 1930). È una sorta di critica alla Rivelazione dell'apostolo Giovanni e alla Religione Cristiana.
Sebbene la pubblicazione è avvenuta a giugno, la stazione radiofonica rock di Chicago WKQX ha cominciato a trasmettere il brano già all'inizio dell'anno.

### Lilian
La canzone narra di una ricca ragazza di nome, appunto, Lilian che ha spezzato il cuore a qualcuno per puro divertimento. Per questa canzone non è stato realizzato un videoclip.

## Video musicale
Per John the Revelator il gruppo ha realizzato un video, tratto dal DVD che filma il concerto di Milano del febbraio 2006, Touring the Angel: Live in Milan.

## Tracce
Testi e musiche di Martin L. Gore, eccetto Nothing's Impossible scritta da Dave Gahan, Christian Eigner e Andrew Philpott.
CD
1. John the Revelator (Single Version)
2. Lilian (Single Version)

CD maxi
1. John the Revelator ('Dave Is in the Disco' Tiefschwarz Remix)
2. John the Revelator (Murk Mode Remix)
3. John the Revelator (UNKLE Re Construction)
4. John the Revelator (Boosta Club Remix)
5. John the Revelator (Tiefschwarz Dub)

DVD
1. John the Revelator (Live in Milan)
2. Nothing's Impossible (Bare)
3. Lilian - Chab Vocal (remix)

## Formazione
Hanno partecipato alle registrazioni, secondo le note di copertina di Playing the Angel:
Gruppo
- Andy Fletcher – strumentazione
- Dave Gahan – voce principale
- Martin Gore – strumentazione, voce

Altri musicisti
- Dave McCracken – programmazione
- Richard Morris – programmazione

Produzione
- Ben Hillier – produzione, ingegnere del suono, missaggio
- Steve Fitzmaurice – missaggio
- Nick Sevilla – assistenza alla registrazione (Sound Design)
- Arjun Agerwala – assistenza alla registrazione (Stratosphere Sound)
- Rudyard Lee Curris – assistenza alla registrazione (Stratosphere Sound)
- Devin Workman – assistenza alla registrazione e al missaggio (Whitfield Street Studios)
- Kt Rangnick – assistenza alla registrazione e al missaggio (Whitfield Street Studios)
- Emily Lazar – mastering
- Sarah Register – assistenza al mastering
- Anton Corbijn – direzione artistica, fotografia, copertina
- Four5one.com – design

## Classifiche
| Classifica (2006)        | Posizione massima |
| ------------------------ | ----------------- |
| Belgio (Vallonia)        | 66                |
| Danimarca                | 1                 |
| Finlandia                | 16                |
| Germania                 | 16                |
| Irlanda                  | 22                |
| Italia                   | 16                |
| Regno Unito              | 18                |
| Spagna                   | 2                 |
| Stati Uniti (dance club) | 38                |
| Svezia                   | 19                |
| Svizzera                 | 70                |